# Assedio di Casilinum
L'assedio di Casilinum fu posto alla fine del 216 a.C. da parte dell'esercito cartaginese di Annibale contro un contingente di alleati dei Romani, sulla roccaforte di Casilinum.

## Contesto storico
Dopo la schiacciante vittoria a Canne (216 a.C.), Annibale raggiunse i primi importanti risultati politico-strategici. Alcuni centri cominciarono a abbandonare i Romani, come Campani, Atellani, Calatini, parte dell'Apulia, i Sanniti (ad esclusione dei Pentri), tutti i Bruzi, i Lucani, gli Uzentini e quasi tutto il litorale greco, i Tarentini, quelli di Metaponto, di Crotone, di Locri e tutti i Galli cisalpini, e poi Compsa, insieme agli Irpini. Non si arrese invece Neapolis, rimasta fedele a Roma.
Il comandante cartaginese inviò a sud nel Bruzio il fratello Magone con una parte delle sue forze, per accogliere la resa di quelle città che abbandonavano i Romani e costringere con la forza quelle che si rifiutavano di farlo. Annibale, invece, con il grosso dell'esercito, si diresse in Campania dove riuscì ad ottenere dopo una serie di trattative la defezione di Capua che a quell'epoca era ancora, per importanza, la seconda città della penisola, dopo Roma.
Dopo aver ottenuto l'alleanza della seconda città più popolosa della penisola italica, dopo Roma, riprese le operazioni in Campania, tentando invano di sottomettere Neapolis, conducendo il suo esercito nel territorio di Nola con la speranza che anche questa città si arrendesse senza far ricorso alle armi, ma il senato dei Nolani, che erano tutti favorevoli a mantenere invariata l'alleanza con Roma, mandarono all'insaputa di tutti, alcuni ambasciatori al prefetto romano, Marco Claudio Marcello, che si trovava presso Casilinum, per informarlo della situazione della città ormai "assediata" dalle truppe cartaginesi.
Marcello allora, invitò il senato di Nola e continuare a fingere, per prendere tempo, mentre lui stesso, si diresse prima su Caiatia, poi varcato il Volturno, passò attraverso il territorio di Saticola e Trebula, fino a Suessula, per raggiungere finalmente Nola attraverso i monti. Grazie all'arrivo del pretore romano Annibale, preferì abbandonare Nola e si diresse in direzione di Nuceria, che fu presa per fame; poi saccheggiata e data elle fiamme.
Il prefetto romano, giunto a Nola, occupò la cittadina, non tanto per fiducia nel suo presidio, quanto per la volontà dei suoi principali cittadini. Temeva che il popolo potesse passare dalla parte di Annibale. Frattanto Annibale, dopo aver mosso il campo da Nuceria, giunse nuovamente a Nola. Il prefetto romano, preferì rifugiarsi all'interno della città, non perché temesse il nemico, ma per non offrire ai Nolani la possibilità di tradirlo.
Il condottiero cartaginese, avendo perduto la speranza di poter occupare Nola, dopo un secondo tentativo in cui sembra abbia perduto quasi tremila armati, si diresse su Acerra e la occupò dopo un breve assedio. Marcello intanto promosse un processo contro quelli che avevano avuto colloqui segreti con il nemico e ne fece decapitare più di settanta per alto tradimento. Quindi partì anch'egli e pose gli accampamenti sulle alture che sovrastano Suessula.
Annibale, saccheggiata ed incendiata Acerra, quando venne a sapere che il dittatore romano, Marco Giunio Pera, aveva convocato a Casilinum nuove legioni, onde evitare nuove sedizioni a Capua, cercò di anticipare le mosse romane e diresse il suo esercito a Casilinum, che a quel tempo era occupata da una forza di 570 Prenestini, pochi Romani e una coorte di 460 uomini, spinti dalla notizia della disfatta di Canne. Questo numero di armati sembrava sufficiente a difendere le mura di una cittadina tanto piccola, per di più in gran parte circondata dal fiume Volturno. La mancanza di grano però fece sembrare eccessivo il numero di truppe qui asserragliate.

## Assedio
Il condottiero cartaginese, essendo ormai prossimo a Casilinum, mandò in avanscoperta i Getuli sotto il comando un ufficiale di nome Isalca, per trattare la resa della cittadina, prima in modo amichevole e, in caso negativo, dando l'assalto alla stessa. Giunti nei pressi delle mura cittadine, poiché vi era silenzio, credettero che i cittadini si fossero ritirati per paura. Prossimi a demolire le porte per entrare in città, all'improvviso le porte si aprirono e due coorti di fanteria proruppero fuori, facendo grande strage del nemico.

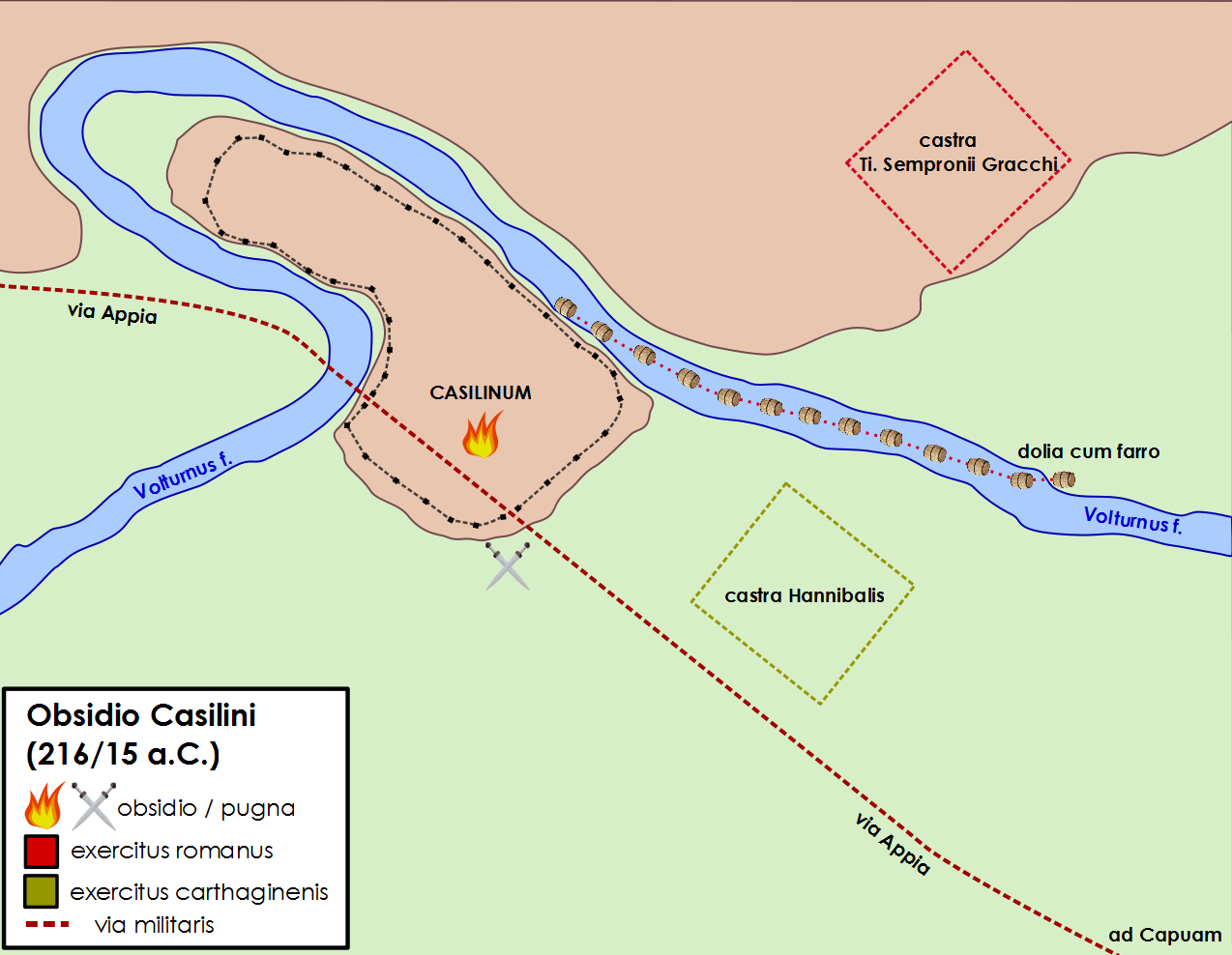
Mappa dell'assedio di Casilinum (216-215 a.C.)

Respinta la prima schiera, venne inviato Maarbale con importanti risposti. Ma anche quest'ultimo non riuscì a sostenere la sortita delle due coorti. Annibale allora decise di porre il proprio campo davanti alle mura, pronto ad assaltare la cittadina con tutte le forze che aveva a disposizione. E mentre disponeva le opere da difesa tutto intorno, molti Cartaginesi persero la vita, colpiti dai dardi che venivano lanciati dai difensori delle mura e delle torri.
In una successiva incursione degli assediati, vennero loro opposti alcuni elefanti, che uccisero i difensori in numero sufficientemente elevato per l'esiguo numero che erano. Vennero costruite quindi vinea e cunicoli, a cui gli assediati posero come contro rimedio, gallerie sotterranee che tagliavano quelle del nemico, mandando a vuoto i loro attacchi. Giunto ormai l'inverno, Annibale preferì fortificare l'accampamento, affinché i Casilini non credessero che avrebbe abbandonato l'assedio, e ritirarsi con il grosso dell'esercito nella vicina Capua.
Annibale, finito l'inverno, condusse l'esercito dagli hiberna a Casilinum, dove i difensori erano ormai ridotti allo stremo dalla penuria di cibo. A capo dell'armata romana di soccorso vi era il magister equitum, Tiberio Sempronio Gracco, in quanto il dittatore era tornato a Roma per prendere gli auspici. La piena del Volturno e il timore degli abitanti di Nola e Acerra nei confronti dei Campani, trattenevano Marco Claudio Marcello dall'accorrere a Casilinum.
Gracco si trovava accampato lungo il Volturno, a monte e non molto distante da Casilinum. E poiché il dittatore aveva disposto che non fosse presa alcuna iniziativa in sua assenza, Gracco non si muoveva, pur avendo notizia delle difficile situazione degli assediati, alcuni dei quali si erano gettati nel fiume per la fame, altri invece esponevano i propri corpi nudi sulle mura per farsi uccidere; ma il magister equitum mal sopportava di rimanere inattivo: escogitò di raccogliere tutto il farro delle campagne circostanti e di inviarlo agli assediati lungo il fiume, dopo averne data notizia al magistrato di Casilinum. La notte seguente le botti navigarono lungo il fiume e il farro venne diviso equamente tra tutti. Ciò accadde anche per le due notti successive, eludendo la vigilanza dei Cartaginesi. Nei giorni successivi, a causa delle continue piogge che avevano generato una corrente del fiume più rapida, alcune botti si fermarono sulla riva dove era accampato Annibale, rimanendo impigliate tra alcuni salici. Da questo momento i Cartaginesi vigilarono con maggior cura, in modo che nessuna botte potesse più sfuggire loro. I Romani allora escogitarono di gettare nel fiume delle noci, che scorrendo lungo il Volturno, potessero essere raccolte dai graticci. Alla fine però la fame giunse al punto che gli abitanti di Casilinum giunsero a nutrirsi con i finimenti dei cavalli; le pelli strappate dagli scudi, ammorbidite in acqua bollente; topi e altri animali; ogni genere di erba o radici.
Alla fine Annibale, preferì trattare la resa della cittadina, concedendo che ciascuno dei suoi abitanti potesse essere riscattato a fronte di sette dodicesimi di libbra in oro. Tutti allora si consegnarono; in seguito vennero lealmente rilasciati, quando venne pagato l'oro necessario.

## Conseguenze
Dei liberati la maggior parte erano Prenestini. Degli iniziali 570, ne erano rimasti poco più della metà, e tornarono tutti incolumi a Preneste con il loro comandante, Marco Anicio. A testimonianza di questo episodio, venne eretta nel foro prenestino una statua di Anicio con corazza, avvolta nella toga, col capo velato, recante un'iscrizione in bronzo. La stessa iscrizione venne posta su tre statue collocate nel tempio della Fortuna Primigenia.
La città di Casilinum fu restituita ai Campani e rinforzata con un contingente di 700 Cartaginesi, per evitare che i Romani potessero occuparla nuovamente, una volta che Annibale si fosse allontanato. Ai soldati di Preneste, Roma decretò un duplice stipendium e l'esenzione dal servizio militare per cinque anni. I Prenestini però preferirono non accettare la cittadinanza romana, loro offerta per il valore dimostrato. Oscura invece, secondo quanto ci racconta Livio, la sorta toccata ai Perusini.